# Ludowe Komitety Oporu

Flaga używana przez bojowników Ludowych Komitetów Oporu

Ludowe Komitety Oporu (arab. ‏لجان المقاومة الشعبية‎) – palestyńska organizacja nacjonalistyczna.
Zbrojnym skrzydłem organizacji są Brygady Salah al-Din.

## Historia
Założone we wrześniu 2000 roku przez Jamala Abu Samhadana. Początkowo ich członkami byli głównie dysydenci z al-Fatah i służb bezpieczeństwa Autonomii Palestyńskiej. Do grupy włączyli się także byli członkowie Hamasu i Palestyńskiego Islamskiego Dżihadu. Początkowo celem organizacji była ochrona palestyńskich uchodźców w trakcie intifady Al-Aksa, szybko rozszerzyła ona jednak działalność na ataki skierowane przeciwko Izraelowi (głównie w Strefie Gazy). Formacja zyskała rozgłos po wysadzeniu trzech izraelskich czołgów za pomocą zdalnie sterowanych bomb. Bojownicy uczestniczyli także w walkach wewnętrznych pomiędzy frakcjami palestyńskimi.
W październiku 2003 roku bojownicy przeprowadzili atak bombowy na amerykański konwój dyplomatyczny. Według grupy dyplomaci działali przeciwko interesom Palestyny.
W maju 2004 roku członkowie Ludowych Komitetów Oporu zamordowali pięciu żydowskich osadników w Strefie Gazy.
7 września 2005 roku bojownicy przyznali się do zabicia Musy Arafata będącego doradcą prezydenta Autonomii Palestyńskiego. 
W wyborach parlamentarnych w Autonomii Palestyńskiej w 2006 roku formacja poparła Hamas.
W latach 2008–2009 w trakcie operacji Płynny Ołów organizacja uczestniczyła w walkach z armią izraelską na terenie Strefie Gazy.
W sierpniu 2011 roku w izraelskich nalotach zginął szef Ludowych Komitetów Oporu Kamal al-Nairab, a także dowódca wojskowy i trzej inni członkowie organizacji. 
W marcu 2012 roku w ataku rakietowym izraelskiego wojska zginął Zuhair al-Qaisi, sekretarz generalny Ludowych Komitetów Oporu. Wraz z nim w ataku zginął inny członek grupy, Mahmud Halani.
W listopadzie 2012 roku bojownicy Ludowych Komitetów Oporu ponownie starli się z IDF w Strefie Gazy, tym razem w ramach operacji „Filar Obrony”.
W 2013 roku służby Hamasu aresztowały grupę członków Ludowych Komitetów Oporu. Aresztowania przeprowadzono celem zatrzymania prowadzonych przez Ludowe Komitety Oporu działań zaczepnych wobec Izraela.
Latem 2014 roku Brygady Salah al-Din wzięły udział w walkach z izraelskim wojskiem w Strefie Gazy w trakcie operacji „Ochronny Brzeg”.
Podczas trwającej wojny w Strefie Gazy zginął dowódca zbrojnego skrzydła LKO Rafat Abu Hilal, zabity w wyniku izraelskiego nalotu w Rafah.

## Powiązania ze służbami Autonomii Palestyńskiej
W trakcie intifady Al-Aksa Izrael oskarżał Ludowe Komitety Oporu o bezpośrednie powiązania ze służbami Autonomii Palestyńskiej. Zdaniem Izraela służby Autonomii wspierały Ludowe Komitety Oporu poprzez dofinansowanie, szkolenie oraz udzielanie wsparcia logistycznego i wywiadowczego.

## Relacje z innymi organizacjami
LKO współpracują z innymi palestyńskimi ruchami, w tym uznawanymi za terrorystyczne. Najbliższe relacje łączyły je z Hamasem. Muzułmański Ruch Oporu (rozwinięcie akronimu jakim jest nazwa Hamas) prowadził prawdopodobnie szkolenia członków Ludowych Komitetów Oporu. Sojusz załamał się w 2013 roku po akcjach służb Hamasu wymierzonych w Ludowe Komitety Oporu.
Możliwe jest, że grupa otrzymuje lub otrzymywała pomoc finansową ze strony libańskiego Hezbollahu.

## Ideologia
Ludowe Komitety Oporu wyznają ideologię będącą połączeniem nacjonalizmu i sunnickiego islamizmu. Dążą do utworzenia niepodległej Palestyny i do całkowitego zniszczenia Izraela. Choć często odwołują się do haseł religijnych, nie są one ugrupowaniem fundamentalistycznym (choć niektórzy analitycy błędnie zaliczają je do tego grona).

## Jako organizacja terrorystyczna
Przez Izrael uznawane są za grupę terrorystyczną.